# Lichina pygmaea
Lichina pygmaea är en lavart som först beskrevs av John Lightfoot, och fick sitt nu gällande namn av Carl Adolph Agardh. Lichina pygmaea ingår i släktet Lichina och familjen Lichinaceae.   Inga underarter finns listade i Catalogue of Life.

## Källor

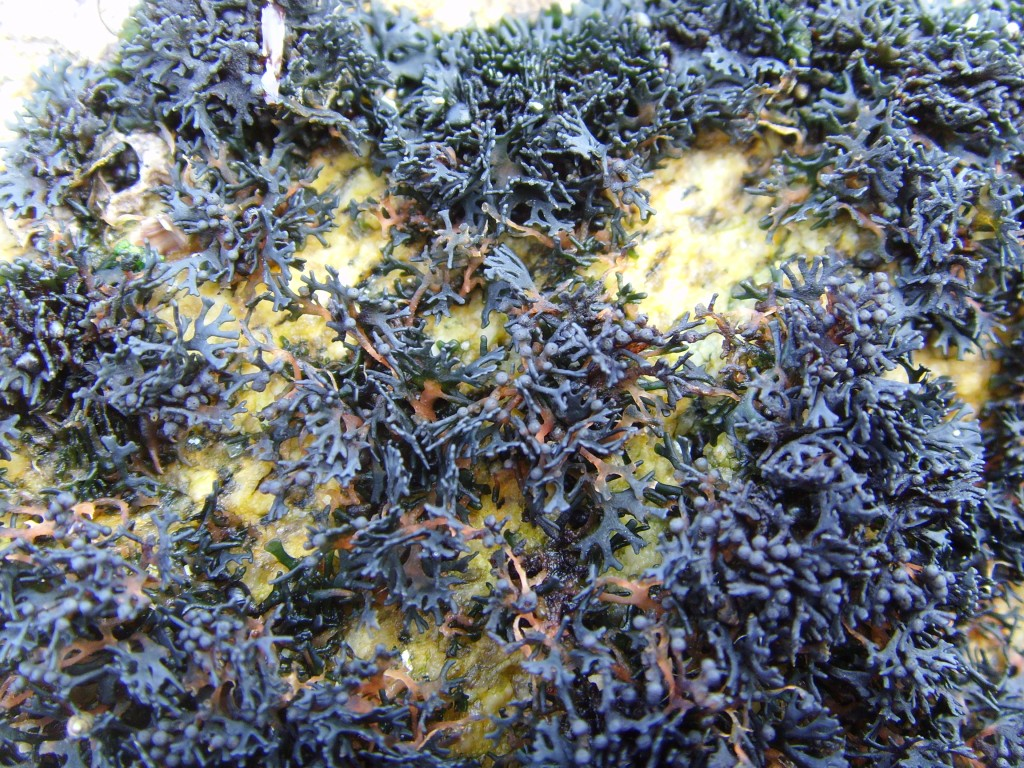
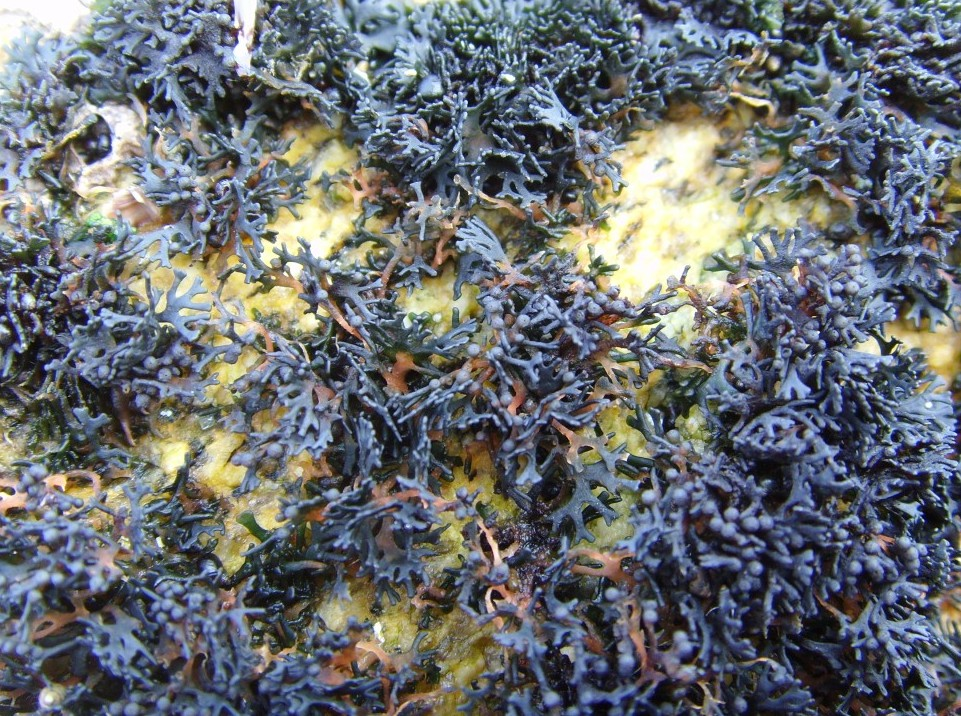